# Chérifa
Ouardia Bouchemlal (en árabe: أوارديا بوشملال‎ o simplemente su seudónimo Chérifa en árabe: شريفة‎)‎;) (9 de enero de 1926 – 13 de marzo de 2014) fue una música, cantautora argelina, e intérprete de música cabilia. Compuso centenares de canciones durante sus más de 40 años de vida artística.

## Biografía
Nació en 1926, en Aït Halla, una pequeña localidad ubicada en la comuna de El-Main. Huérfana de madre, estuvo bajo la tutela de sus tíos cuando su padre se volvió a casar.
Debutó en el escenario en Argel a la edad de 16 años, interpretando canciones tradicionales de Cabilia. En 1942, Chérifa, que elegiría ese pseudónimo como su nombre artístico, hizo su debut en Radio Kabyle. Así, sería una de las pioneras de este medio que cambiaría los hábitos y actitudes al introducir el canto y la música en el corazón de las casas de Cabilia. Cherifa fue admitida en el elenco femenino de la radio; donde, el maestro Cheikh Nordine oficiaba, él mismo de cantante y comodín de todos los oficios artísticos. En aquellos tiempos, todavía se consideraba que las mujeres que cantaban públicamente eran promiscuas. A menudo fueron prohibidas por la sociedad y desheredadas por las familias. Sus trabajos no fueron reportados a la Oficina de Derechos de Autor, por lo tanto, no recibió regalías por sus composiciones. En la década de 1970, incluso se vería obligada a realizar tareas domésticas para satisfacer sus necesidades. Su repertorio personal sería saqueado y sus canciones versionadas sin un centavo pagado a ella.
A principios de la década de 1990, hizo un tímido regreso e incluso se presentó en Francia. En 2001 actuó en dos conciertos en los Estados Unidos con Naïma Ababsa y Zakia Kara Terki.
En 2008, la wilaya de Bordj Bou Arreridj y la Asociación Azel lograron llevar a N'Cherifa a su ciudad natal después de 65 años de exilio. Después, también sería inhumada allí.
Cherifa murió a los 88 años el 13 de marzo de 2014.

## Discografía

### Canciones
A lo largo de su carrera, Cherifa compuso más de 800 canciones.
- Abka Wala Khir Ay Akbou
- Aya Zerzour
- Azwaw (también arreglado e interpretado por Idir faltando la canción original)
- Sniwa d ifendjalen

1) Tizlatin n Ddin
- A n zur lwali
- Am cafaɛ lluma
- Ya Muhamed
- Llah Llah ya Rabbi
- A Rabbi ferreǧ fellaγ
- Ala Rabbi  im'ara tdum
- Saɛd n lḥeǧaǧ
- Salam uɛlikum
- Ssut Wartiran

2) Tizlatin n Trad
- Caɛb Lzzayer
- Lažžayer tamurt-nneɣ
- L'mussebblin
- Ifuk l'ḥif
- Ccaɛb aɛzizen
- Ṣḥab l'baruḍ

3) Tizlatin n lfarḥ
- Besm Llaḥ ad nebdu (akw d Ḥnifa, Lla Zina, Lla Yamina)
- Sers i wallen-im
- L'xux ažžayri
- Swiγ aman u karmus
- Icud tacacit
- Sniwa
- Baba i ḥeml-yi
- A laɛyun n ṭṭir
- Aḥlil
- Mabruk ay isli
- Ilul weqcic di lḥara

4) Tizlatin  nniden 
- Ay aγrib
- Ṛṛay uɛkis
- Ay idurar d swaḥel
- A xali ya xali